# 操上和美
操上 和美（くりがみ かずみ、1936年1月19日 - ）は、日本の写真家。男性。北海道富良野市出身。

## 人物・経歴
- 1961年、東京綜合写真専門学校卒業。
- 1962年、セントラルスタジオに入社し写真家の杉木直也に師事。
- 1965年、フリーランスとなる。
- 1966年、クリスタジオ（1977年、CAMELにスタジオ名を変更）を設立。
- 1968年、大阪万博のポスターを福田繁雄と制作。
- 1969年、初めてコマーシャルフィルムを手掛ける。
- 1970年、大阪万博のコダックパビリオンの映像を手掛ける。
- 1971年、広告業界へのデビュー作品となるVAN「ブルードット」を制作。
- 2009年、初の映画監督作品、『ゼラチンシルバーLOVE』が公開。
- 2012年、ドキュメンタリー映画『THE MOMENT -写真家の欲望-』（監督 : 宮本敬文）に出演。

広告写真以外に、井上陽水のCDジャケットやツアーパンフレットの撮影も手掛けている。
繰上和美と誤記されることが多い。

## 主な受賞歴
- 1964年 - APA奨励賞
- 1970年 - ACC賞 - レナウン「ジョンブル」、ペプシ
- 1975年 - 第19回ADC最高賞 - ラングラー「ラングラーギャルズ」
- 1977年 - 第21回ADC賞 - 日産「フェアレディZ」
- 1978年 - 第22回ADC賞 - ソニー「JACKAL」
- 1978年 - 第23回ADC賞 - あいミュージック「SADAO WATANABE」
- 1980年 - 第24回ADC会員賞 - サントリー「開高健」
- 1981年 - 第12回講談社出版文化賞写真賞 - 小林麻美「裸婦」
- 1984年 - 第28回ADC賞 - 樫山「YMCA」、新潮社「新潮文庫」
- 1984年 - 第29回ADC会員賞
- 1987年 - 第31回ADC会員最高賞 - ブリヂストン「レグノ」CF
- 1988年 - 第34回毎日デザイン賞
- 1988年 - ACC杉山賞
- 1989年 - 第33回ADC会員賞 - 西武「お手本は自然界」
- 1990年 - 第6回東川賞特別賞
- 1992年 - 第36回ADC会員賞 - NTTデータ通信「未来のドアがそこにある」
- 1994年 - 第38回ADC賞 - 資生堂「アンジェリーク」
- 1997年 - 日本宣伝賞山名賞
- 2015年 - 第55回ACC CM FESTIVAL クリエイターズ殿堂[1]

## 主な作品

### 写真集
- 『Sadao: Sadao Watanabe Land』講談社、1981年
- 『関根恵子　PICTORIAL』集英社、1982年
- 『ALTERNATES』誠文堂新光社、1983年
- 『陽と骨』PARCO出版局、1984年
- 『泳ぐ人』冬樹社、1984年（高橋源一郎との共著）
- 『HARA MUSEUM OF CONTEMPORARY ART』アルカンシェール美術館、1985年
- 『KAZUMI KURIGAMI PHOTOGRAHS - CRUSH』スイッチ･コーポレーション、1989年
- 『POSSESSION Yasuyuki Shuto』光琳社出版、1997年
- 『新生 市川新之助』スイッチ・パブリッシング、2000年
- 『NAGASAKU BOXX（永作博美）』新潮社、2001年
- 『NORTHERN -北の風景-』スイッチ・パブリッシング、2002年
- 『SOUDAIN, l'ete dernier～去年の夏突然に～（山本容子）』中央公論新社、2002年
- 『SHINNOSUKE（市川新之助）』ワニブックス、2003年
- 『中村勘太郎』朝日新聞社、2003年
- 『中村七之助』朝日新聞社、2003年
- 『Diary 1970-2005』東京パブリッシングハウス、2005年
- 『FACE EIKICHI YAZAWA 2006-2009』角川書店、2009年
- 『PORTRAIT』赤々舎、2013年
- 『DEDICATED Yasuyuki Shuto』赤々舎、2016年
- 『儚 市川染五郎』講談社、2018年

### ミュージックビデオ
- スティーヴ・ウィンウッド 『フリーダム・オーヴァースピル』
- 井上陽水 『夢寝見』 『Just Fit』
- 乃木坂46 『ぐるぐるカーテン』